# Браунінгтон (Вермонт)
Браунінгтон (англ. Brownington) — місто (англ. town) в США, в окрузі Орлінс штату Вермонт. Населення — 1042 особи (2020).

## Демографія
Згідно з переписом 2010 року, у місті мешкало 988 осіб у 399 домогосподарствах у складі 274 родин. Було 509 помешкань
Расовий склад населення:
| - 97,3 % — білих - 0,8 % — корінних американців - 0,3 % — чорних або афроамериканців - 0,1 % — вихідців з тихоокеанських островів - 0,1 % — азіатів |

До двох чи більше рас належало 1,4 %. Частка іспаномовних становила 1,2 % від усіх жителів.
За віковим діапазоном населення розподілялося таким чином: 22,8 % — особи молодші 18 років, 63,0 % — особи у віці 18—64 років, 14,2 % — особи у віці 65 років та старші. Медіана віку мешканця становила 42,2 року. На 100 осіб жіночої статі у місті припадало 98,4 чоловіків;  на 100 жінок у віці від 18 років та старших — 98,2 чоловіків також старших 18 років.
Середній дохід на одне домашнє господарство  становив 49 095 доларів США (медіана — 43 889), а середній дохід на одну сім'ю — 57 025 доларів (медіана — 46 895). Медіана доходів становила 46 118 доларів для чоловіків та 33 333 долари для жінок. За межею бідності перебувало 23,3 % осіб, у тому числі 35,0 % дітей у віці до 18 років та 20,0 % осіб у віці 65 років та старших.
Цивільне працевлаштоване населення становило 508 осіб. Основні галузі зайнятості: освіта, охорона здоров'я та соціальна допомога — 25,0 %, будівництво — 17,5 %, мистецтво, розваги та відпочинок — 12,6 %, виробництво — 11,8 %.